# Picea jezoensis
Picea jezoensis ou Picea yezoensis é uma árvore conífera de grande porte da família Pinaceae. Atinge 30 a 50 metros de altura e o diâmetro do tronco tem até 2 metros. É nativa do nordeste da Ásia, das montanhas do centro do Japão e das montanhas de Changbai na fronteira da China com a Coreia do Norte, ao norte de Sibéria oriental, incluindo a Sikhote-Alin, Ilhas Curilas, Sakhalin e Kamchatka.